# La Selle-Craonnaise
La Selle-Craonnaise är en kommun i departementet Mayenne i regionen Pays de la Loire i nordvästra Frankrike. Kommunen ligger i kantonen Craon som tillhör arrondissementet Château-Gontier. År 2022 hade La Selle-Craonnaise 901 invånare.

## Befolkningsutveckling
Antalet invånare i kommunen La Selle-Craonnaise
| Referens: INSEE |